# 伊利堡
伊利堡（英語：Fort Erie）為位於加拿大安大略省南部尼亞加拉區的一個鎮，坐落尼亞加拉半島東南角，位處伊利湖注入尼亞加拉河的所在，隔河與美國紐約州水牛城對望。據2011年加拿大人口普查所示，伊利堡有29,960名居民。

## 歷史

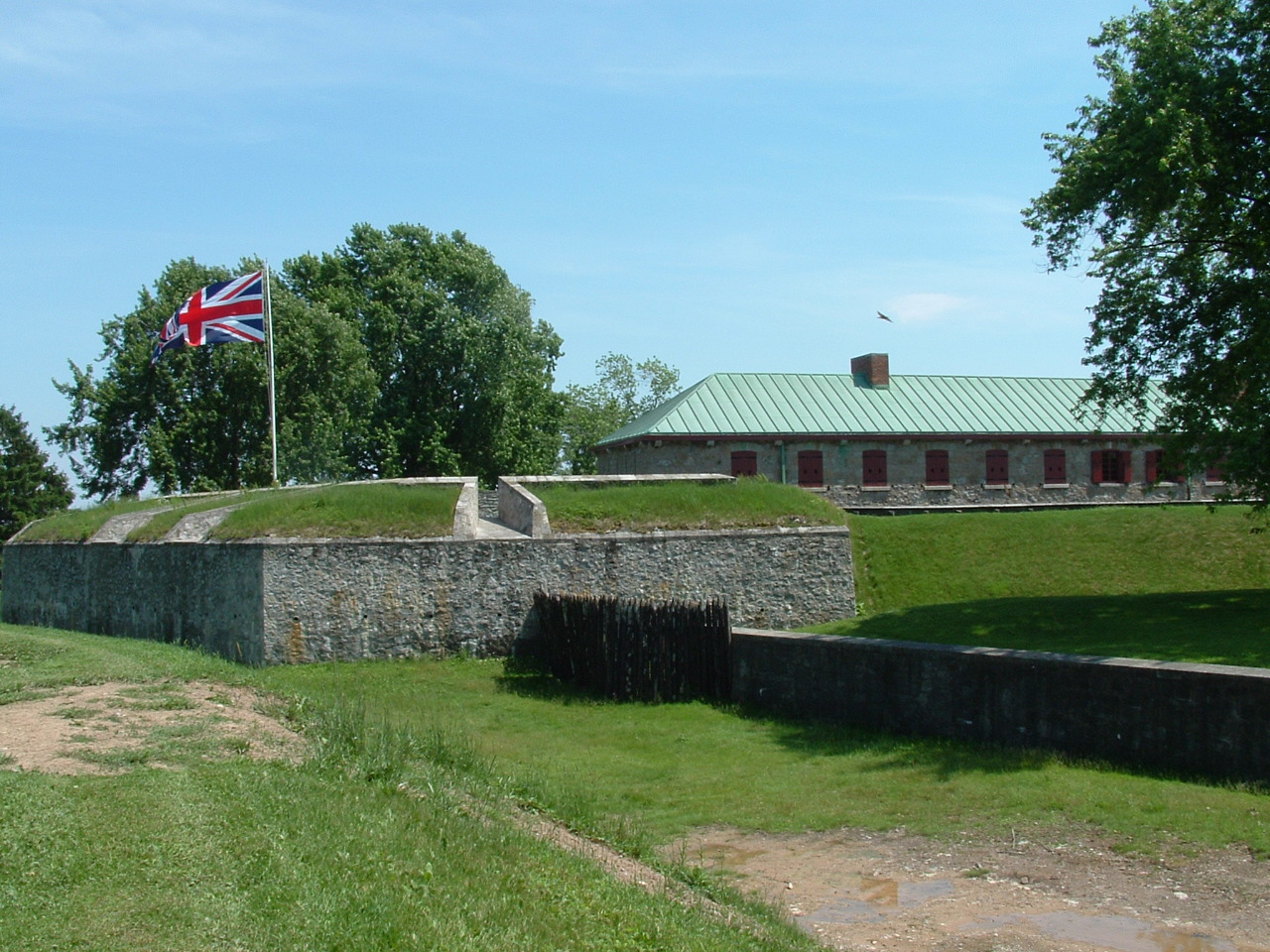
復修後的伊利堡要塞

伊利堡一帶蘊藏燧石，因此成為箭頭等戰具生産的主要地點。該帶本為中立原住民族（Neutral Nation）的聚居地，但易洛魁族則於1650年向中立族宣戰，數年後中立族已全面撤離該帶。
七年戰爭（北美戰場又稱法國－印第安人戰爭）停戰後，英法兩國簽訂《巴黎和約》，新法蘭西割讓予英國。英方遂於新佔的領地上設立一系列要塞，當中包括於1764年在尼亞加拉半島東南角建立伊利堡。美國獨立戰爭爆發後，該地為英軍的重要兵糧補給基地。戰後一批英兵在伊利堡一帶定居，而該聚落亦於1784年命名為伯提鄉（Bertie Township）。
第一代伊利堡要塞受冰暴破壞後，當局修建第二代要塞，但遭遇同一命運，英方遂於1803年將要塞往内陸遷移。1812年戰爭展開期間，英方正在重建伊利堡，駐守該處的英兵因此猝不及防。要塞一度落入美軍手中，而隨著美軍於1814年冬季撤退回水牛城，要塞亦再度受到毀壞。
大主幹鐵路（Grand Trunk Railway）於1873年建成跨越尼亞加拉河的國際鐵路橋（International Railway Bridge），其加方落腳點位於原有的伊利堡聚落以北；一個名為維多利亞（Victoria）的聚落在該處形成，後來改稱橋堡（Bridgeburg）。往後伯提鄉内各個聚落迅速發展，到了1876年列治圍（Ridgeway）人口達至800人，伊利堡村人口則達1200。到了1887年，史提芬斯圍（Stevensville）人口接近600人，維多利亞人口接近700人，伊利堡村人口更達至4000人。連接伊利堡和水牛城的和平橋於1927年開通後，進一步惠及該帶的發展。
橋堡和伊利堡村於1932年1月1日合併成伊利堡鎮。到了1970年，安省政府將伯提鄉所在的威蘭縣與隔鄰的林肯縣合併成尼亞加拉區，同時將伯提鄉内所有地方政府（包括伊利堡鎮）合併成新的伊利堡鎮。

## 交通
伊利堡為省級高速公路伊利沙伯皇后道（QEW）的其中一個起點。該公路起自美加邊境上的和平橋，自此往西北方向貫穿伊利堡，並途經尼亞加拉瀑布城、聖凱瑟琳斯、咸美頓和密西沙加等城市，伸延至多倫多為止。安省政府過去亦曾管理伊利堡鎮以内的3號省道，到1998年則取消該段道路的省道資格並下放予尼亞加拉區政府，現在該道路為尼亞加拉區3號區道。非高速公路資格的尼亞加拉園林路則沿尼亞加拉河西岸，經尼亞加拉瀑布城連接伊利堡和濱湖尼亞加拉，由尼亞加拉公園委員會管理。
伊利堡鎮內的公共交通服務由鎮營的伊利堡交通局營運，旗下只得一條巴士路線，由兩輛巴士行駛，服務時間限於星期一至六上午6:30至下午7:30，星期日和公眾假日停駛。此外，尼亞加拉瀑布城交通局則從2008年起開辦一條巴士路線連接該市和伊利堡。
伊利堡鎮內有一座小型機場，但沒有定期航班。居民主要使用多倫多皮爾遜國際機場、約翰·卡爾·芒羅哈密爾頓國際機場、或紐約州的水牛城-尼亞加拉國際機場和尼亞加拉瀑布城國際機場前往外地。

## 外部連結
- （英文）Town of Fort Erie－伊利堡鎮政府官方網站